# Museu llenguadocià
El Museu llenguadocià és un museu d'història i d'arqueologia situat a Montpeller (França), especialitzat al patrimoni del Llenguadoc, sobretot a l'època medieval i moderna. Comprèn igualment d'importants col·leccions antigues, sobretot egiptològiques.
És instal·lat des de 1992 a l'antic Hotel dels Tresorers de França, al numéro 7 del carrer Jacques Coeur, propietat llegada per Henri de Lunaret a la Societat arqueològica de Montpeller.
Des de 2016, el museu està «tancat fins a nou ordre» i el seu lloc web és desconnectat, però les visites de grups serien possibles sobre reserva.

## Històric
Fundat l'any 1992, el museu llenguadocià present al públic les col·leccions reunides des de 1833 per la Societat arqueològica de Montpeller, que s'estenen de la prehistòria al segle xix.
El Museu llenguadocià és ric molts objectes únics del Llenguadoc, al primer rang dels quals es pot mencionar:
- Una molt important col·lecció de vaixella en pisa montpellerina dels XVII i XVIII segles;
- Una col·lecció de vaixella medieval entre les més importants d'Europa: més de 400 peces de ceràmica descobertes l'any 1985, així com molts objectes del diari d'època medieval;
- Molts capitells tallats d'època preromànica, romànica i gòtica;
- Una col·lecció excepcional de pintures sobre boscos de l'època de Jaume el Conqueridor; és una de les escasses col·leccions d'aquest tipus que coneixem;
- Del mobiliari de l'època de Jacques Coeur i d'època moderna;
- Dels manuscrits medievals i moderns;
- Molts objectes del diari de l'edat antiga: gots, pises…